# Iglulik
Iglulik (Inuktitut:Iglulik; ᐃᒡᓗᓕᒃ) è un insediamento Inuit di 1.682 abitanti situato nella Regione di Qikiqtaaluk, nel territorio del Nunavut in Canada. Poiché il paese si trova su una minuscola isola nel bacino di Foxe, molto vicina alla Penisola di Melville (ma anche all'Isola di Baffin), è spesso creduto essere situato nella penisola. 

## Nome
Il nome "Iglulik" significa "luogo dove ci sono iglù" nella lingua inuktitut, e gli abitanti sono chiamati Iglulingmiut (~miut - "persone di").

## Storia
Le informazioni più importanti sulla storia dell'isola provengono dai reperti di alcuni scavi archeologici risalenti a oltre 4 000 anni fa. I primi contatti con gli europei coincidono con l'arrivo delle navi britanniche HMS Fury e HMS Hecla, sotto il comando del capitano William Edward Parry, il quale giunse nell'inverno del 1822 a Iglulik.
L'isola venne successivamente visitata nel 1867 e nel 1868, da parte dell'esploratore statunitense Charles Francis Hall durante le sue ricerche dei sopravvissuti della spedizione di John Franklin. Nel 1913 Alfred Tremblay insieme a Joseph Bernier iniziò un viaggio fino a Pond Inlet, raggiungendo anche Iglulik alla ricerca di siti minerari favorevoli.
Le prime strutture permanenti di occidentali nei pressi di Iglulik giunsero con l'arrivo delle prime missioni cattoliche durante gli anni 1930. Sempre in quegli anni anche la Compagnia della Baia di Hudson stabilì una propria base sul territorio dell'isola. 
Altre strutture come la stazione della Royal Canadian Mounted Police, le scuole e le cliniche, giunsero qui prima che nelle altre comunità della regione. L'Igloolik Research Centre è nato per studiare le conoscenze tecnologiche dei popoli Inuit, ma anche per l'analisi del clima e dell'ambiente naturale.

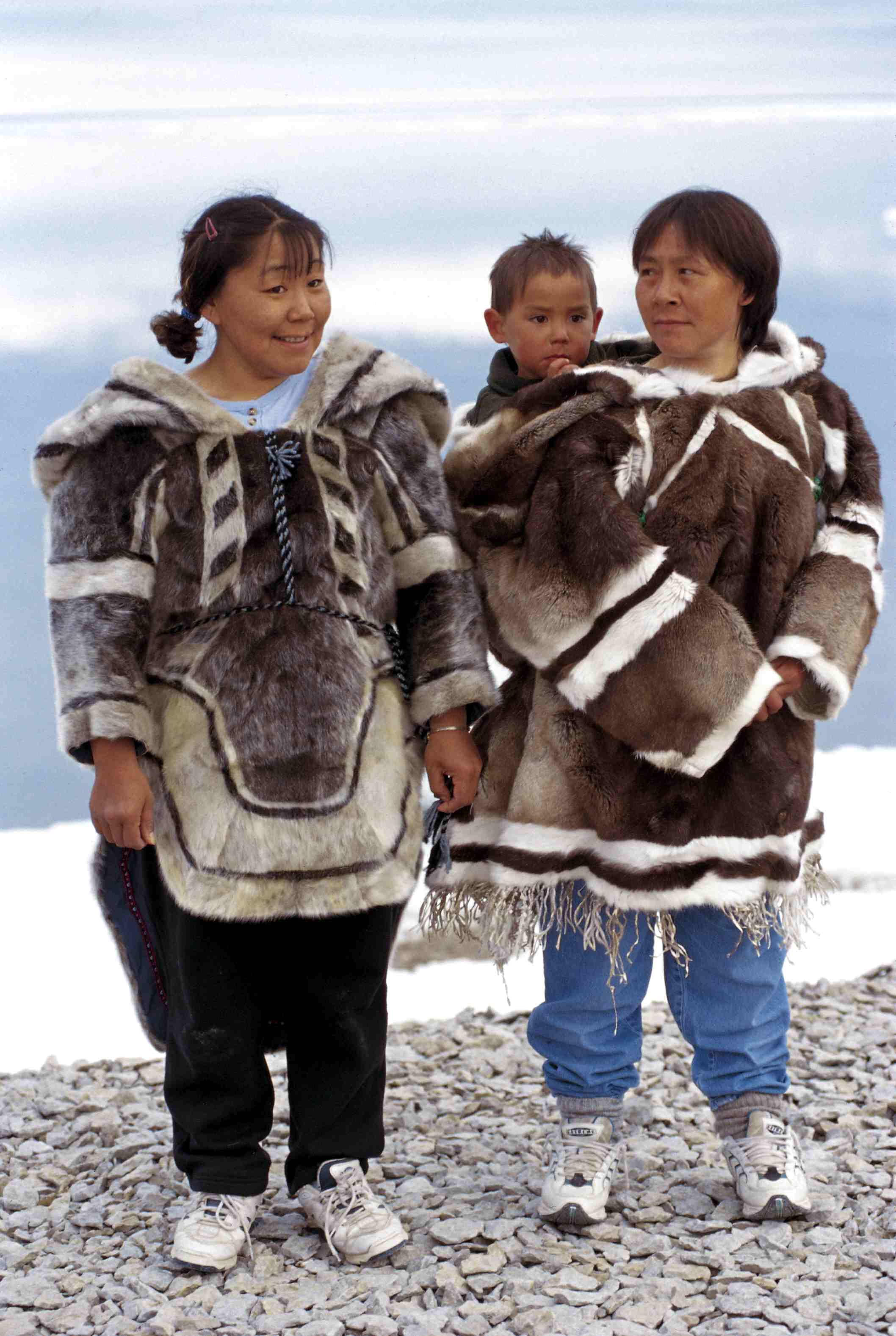
Tipici abitanti Inuit di Iglulik.

## Cultura
Un'antica leggenda della regione di Iglulik è stata adattata dal regista Zacharias Kunuk per creare il primo film completamente inuit, Atanarjuat, uscito nel 2001. Nel 2004, Isuma ha prodotto il film The Journals of Knud Rasmussen, uscito nelle sale canadesi nel settembre 2006, dopo la première al Toronto International Film Festival.
Iglulik è anche sede della compagnia circense Artcirq. A inizio 2008 otto membri della compagnia Artcirq sono stati invitati a Timbuctù, nel Mali, a 40°Celsius, come ospiti del Festival au désert.

## Popolazione
Secondo i dati del censimento 2016, la popolazione era di 1.682 abitanti, con una crescita del 8,5% rispetto ai dati del 2006.
- 146 (1822)
- 485 (1963)
- 680 (1967)
- 867 (1972)
- 1.174 (1996)
- 1.286 (2001)
- 1.538 (2006)
- 1.682 (2016)